# سفارت ایتالیا در مسکو
سفارت ایتالیا در مسکو (به لاتین: Embassy of Italy) یک منطقهٔ مسکونی و نمایندگی سیاسی این کشور در روسیه است که در مسکو واقع شده‌است.